# École nationale supérieure de l'énergie, l'eau et l'environnement
L’École nationale supérieure de l’énergie, l’eau et l’environnement ou Grenoble INP-Ense3 (et dont ce sigle est prononcé « enne-sé-cube ») est l'une des 204 écoles d'ingénieurs françaises accréditées au 1er septembre 2020 à délivrer un diplôme d'ingénieur.
Membre du groupe Grenoble INP, elle est issue de la fusion de l’École nationale supérieure d'hydraulique et de mécanique de Grenoble et de l’École nationale supérieure d'ingénieurs électriciens de Grenoble en 2008.

## Présentation générale

### Historique
Cette section ne s'appuie pas, ou pas assez, sur des sources secondaires ou tertiaires indépendantes du sujet. Le texte peut contenir des analyses inexactes ou inédites de sources primaires.
Pour l'améliorer, ajoutez-en, ou placez des modèles {{Source secondaire souhaitée}} ou {{Source secondaire nécessaire}} sur les passages mal sourcés. (décembre 2022)
L’école nationale supérieure d'ingénieurs électriciens de Grenoble (ENSIEG) est l'une des deux écoles fondatrices de l'Ense3. Elle a été créée en 1908 - sous l'intitulé Institut d'électrotechnique de Grenoble (IEG)  afin de proposer une formation en électrotechnique industrielle. Intégrée en 1970 à l'Ecole de physique, sous l'intitulé  Ecole nationale supérieure d'électrotechnique et de génie physique de Grenoble (ENSEPG), elle a retrouvé son autonomie et son intitulé, ENSIEG, en 1985, sous le mandat présidentiel, à l'INPG, de Daniel Bloch, qui, auparavant avait dirigé l'ENSEPG.  La deuxième  école fondatrice, l'École nationale supérieure d'hydraulique et de mécanique de Grenoble (ENSHMG), a été fondée en 1929 sous l'intitulé  Institut d'Hydraulique de Grenoble. (IHG) pour dispenser la formation requise par les industries présentes dans la région grenobloise en mécanique des fluides et en hydroélectricité. 
La fusion de ces deux écoles a été réalisée lors de la refonte de Grenoble INP en grand établissement en 2008.

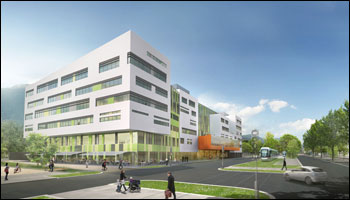
Bâtiment GreEn-ER.

En septembre 2015, dans le cadre du Plan campus, l'Ense3 a quitté en grande partie les sites Ampère (ex-ENSIEG) et Bergès (ex-ENSHMG) sur le campus Est et fait sa rentrée dans le bâtiment GreEn-ER au cœur du campus GIANT sur le Polygone scientifique  de Grenoble, visant à créer un campus d'innovation, un « MIT à la française » sur cette presqu'île.
Porté par le PRES Université de Grenoble et piloté par Grenoble INP, GreEn-ER est un nouveau pôle d'innovation de dimension mondiale sur l'énergie et les ressources renouvelables.

## Formation
L'école propose une formation d'ingénieur dans le domaine de l'énergie (production, transport, gestion et distribution, traitement de l'information), de l'eau et de la mécanique (mécanique des fluides, hydraulique, hydrologie, ouvrages, génie civil, mécanique des solides) et de l'environnement (énergies renouvelables, efficacité énergétique, thermique, géotechnique, pollution des sols, qualité de l'eau en rivière). Cette formation est sanctionnée par un diplôme d'ingénieur. Elle propose aussi des Mastères spécialisés.
L'école recrute à partir des Concours communs polytechniques, du Cycle préparatoire polytechnique et sur dossiers (Admission sur Titres).

### Première année
La formation repose sur une première année commune à l’ensemble des étudiants, qui constitue un socle commun de connaissances et de compétences. Cette formation donne un niveau Bachelor (L3) en Sciences de l'Ingénieur.
L'élève-ingénieur effectue un stage en entreprise, d'une durée d'un mois, intitulé « découverte de l'entreprise ».

### Deuxième et troisième années
À partir de la deuxième année, chaque étudiant choisit une filière qui lui permet de commencer à construire et adapter son cursus en fonction de son projet personnel, parmi les 8 spécialisations suivantes :
- Automatique et systèmes intelligents (ASI)
- Hydraulique ouvrages et environnement (HOE), constituée de deux sous-filières : 
  - Génie Hydraulique et Ouvrage (GHO), qui forme des ingénieurs axés génie civil.
  - Ressources en Eau et Aménagement (REA), qui forme des ingénieurs à l'aspect écologique de la ressource en eau
- Ingénierie de produits (IdP)[4]
- Ingénierie de l'énergie électrique (I2E)
- Ingénierie de l'énergie nucléaire (IEN)
- Mécanique et énergétique (ME)
- Systèmes énergétiques et marchés (SEM)

- Signal image communication multimédia (SICOM)[5]

En 2e année, un stage « assistant ingénieur » dure de 2 à 3 mois.
En 3e année, le « projet de fin d'études » (PFE) en entreprise dure de 5 à 6 mois.

### Double-diplômes
L'Ense3 donne à ses élèves la possibilité de compléter leur formation technique entre leur deuxième et leur troisième année par des doubles diplômes, davantage tournés vers le management et la gestion de projet, avec des établissements tels que Grenoble Ecole de management, l'IAE Grenoble ou encore Sciences Po Grenoble. Des doubles diplômes et échanges en partenariat avec des universités du monde entier sont également possibles. On peut citer par exemple Polytechnique Montréal (Canada), ou encore KTH (Suède).

## Recherche et relations industrielles

### Laboratoires de recherche
L'Ense³ est en relation avec un grand nombre de structures de recherche qui travaillent sur des domaines en lien avec l'énergie, l'eau et l'environnement.
Les enseignants chercheurs de l'école travaillent dans les laboratoires suivants:
- 3S-R (Sols, Solides, Structures - Risques)
- G2Elab (Laboratoire d'électrotechnique et d'électronique de puissance)
- GIPSA-lab (Laboratoire de Traitement du signal, de l'image et d'automatique)
- G-SCOP (Science pour la conception, l'optimisation et la production)
- LEGI (Laboratoire des Ecoulements Géophysiques et Industriels)
- LEPMI (Laboratoire d'Electrochimie et de Physicochimie des Matériaux et des Interfaces)
- IGE (Institut des Géosciences et de l'Environnement)
- LRP (Laboratoire Rhéologie et Procédés)
- SIMAP (Science et ingénierie des matériaux et des procédés)

### Pôle de compétitivité
L'école renferme dans ses locaux le centre Tenerrdis, dont la mission est de développer les énergies de demain. Il est axé autour des plateformes technologiques de production d'énergies délocalisées, d'économies d'énergie dans l'habitat, de l'électronique et du Traitement du Signal et de l'Image.

## Vie étudiante
La vie étudiante au sein de l'Ense3 est assurée par un tissu associatif comme le Bureau des étudiants, épaulé par le Bureau des sports (BdS)  et le Bureau des Arts (BdA) pour les activités culturelles.

## Classements
Classements nationaux (rang parmi les 205 écoles d'ingénieurs françaises) :
| Nom            | 2020 (Rang) |
| -------------- | ----------- |
| L’Étudiant     | 25          |
| Daur Rankings  | 49          |
| Usine Nouvelle | 32          |

## Personnalités liées
Cette section ne s'appuie pas, ou pas assez, sur des sources secondaires ou tertiaires indépendantes du sujet. Le texte peut contenir des analyses inexactes ou inédites de sources primaires.
Pour l'améliorer, ajoutez-en, ou placez des modèles {{Source secondaire souhaitée}} ou {{Source secondaire nécessaire}} sur les passages mal sourcés. (décembre 2022)
- Jean-Charles Colas-Roy, député de l'Isère
- Yves Meigné, PDG de Vinci Énergies, diplômé IEG 1978
- Loïk Le Floch-Prigent, ex-PDG de Elf, ex-Président de la SNCF, diplômé HMG-1967
- Vincent de Rivaz, directeur exécutif Groupe EDF, directeur général d'EDF Energy, diplômé HMG-1977
- Thierry Schall, directeur EDF CNEPE, diplômé HMG-1988
- Daniel Bloch, ex recteur d'Académie et directeur des enseignements supérieurs
- Yves Maréchal, Directeur de l'école